# Нимфодор Сиракузский
Нимфодор Сиракузский (др.-греч. Νυμφόδωρος) — древнегреческий историк.

## Биография
Об историке Нимфодоре из Сиракуз сообщается трудах несколько античных авторов. В «Пире мудрецов» Афинея повествуется, что сиракузянин был автором «Описания малоазийского побережья», из которого известно о выступлении хиоских рабов под предводительством Дримака. Также Нимфодор написал «О достопримечательностях Сицилии». Клавдий Элиан в труде «О природе животных» приводил высказывание Нимфодора об использовании сардинцами козьих шкур. У. Смит в связи с этим отмечал, что, возможно, Нимфодор не писал отдельно о Сардинии, а речь идёт об отступлении, добавленному к труду о Сицилии. Также Нимфодору принадлежала работа «О чужеземных обычаях», о которой известно от схолиаста Аполлония Родосского. Имя Нимфодора известно и Плинию: однако тот только упоминает Нимфодора в списках источников, но не цитирует его. По замечанию Д. А. Щеглова, сочинения Нимфодора, судя по дошедшим фрагментам, «были ближе к занимательной парадоксографии, нежели к трудам Эратосфена или Страбона».
По предположению У. Смита, Нимфодор мог быть современником македонских царей Филиппа II и Александра Македонского. Лакер, основываясь на содержании надписи с Делоса 180 года до н. э., где упомянут Тимон, сын Нимфодора, отнёс время жизни Нимфодора к концу III века до н. э. Также К. Ф. Смирнов, В. В. Латышев и А. И. Мелюкова указали, что Нимфодор жил в III веке до н. э. Однако Якоби, исследуя разные данные, пришёл к выводу, что Нимфодор был писателем эллинистической эпохи, но для более точного определения нет достаточных данных. С этим согласилась И. А. Шишова, в свою очередь, предположившая, что Нимфодор мог быть современником сицилийского восстания II века до н. э.